# Wang Huning
Wang Huning; chino simplificado: 王 沪宁 , chino t: 王 滬寧 , pinyin: Wang Huning, (* Shanghái, 1955 - ) es un político chino. Actualmente  es miembro del Comité Permanente del Buró Político del Comité Central del PCCh, miembro del Secretariado del Comité Central del PCCh, director de la Oficina de Investigación Política del Comité Central del PCCh, y director de la Oficina del Grupo Dirigente Central para la Profundización Integral de la Reforma.

## Biografía
Nacido en Shanghái, el 6 de octubre de 1955, Wang ingresó a la Universidad Normal del Este de China en 1974 para estudiar francés. Se matriculó en el departamento de la política internacional de la Universidad Fudan en 1977 para hacer su postgrado, siendo sus mentores Chen Wang Qiren y Bangzuo. Después de graduarse, Wang se quedó en la Universidad de Fudan y se convirtió en el más joven decano. En 1993, Wang dirigió al equipo de estudiantes de Fudan de debate para participar en el concurso de la universidad el debate internacional en chino, celebrada en Singapur. El equipo logró salir campeón, lo que le hizo ganar gran reputación.
Desde 1995, Wang comenzó a ocupar puestos políticos. Fue admitido en la Oficina de Investigación de Políticas de la CPC, y se desempeñó como jefe de la sección política, y más tarde subdirector de la oficina. Fue ascendido a director de la oficina en 2002. Wang fue considerado como uno de los principales asesores de Jiang Zemin Wang fue miembro del XVI Comité Central del Partido Comunista de China, y es miembro actual del XVII Comité Central del Partido Comunista de China.
Se desempeña como secretario de la Secretaría Central del Partido Comunista de China.

## Obras
Wang es autor de varios libros:
- Logic of Politics - the Principal of Marxism Politics
- America against America
- General Introduction to New Politics
- Analysis of Modern Western Politics
- Analysis of Comparative Politics
- Debate Contest in Lion City